# Amstel Gold Race 2011
L'Amstel Gold Race 2011 fou la 46a edició de l'Amstel Gold Race i es va disputar el 17 d'abril de 2011, sobre un recorregut de 260,4 km, entre Maastricht i el Cauberg a Valkenburg. Aquesta era la desena prova de l'UCI World Tour 2011 i primera del tríptic de les Ardenes, abans de la Fletxa Valona i la Lieja-Bastogne-Lieja.
El belga Philippe Gilbert (Omega Pharma-Lotto) en fou el vencedor per segon any consecutiu gràcies a un atac decisiu en l'ascens final al Cauberg. Des que Rolf Järmann guanyés les edicions de 1993 i 1998 és el primer ciclista a guanyar-la dues vegades, i per trobar-ne un ciclista que les guanyés de manera consecutiva ens hem de remuntar a Jan Raas, vencedor de quatre edicions seguides entre 1977 i 1980. El seguí el català Joaquim Rodríguez (Team Katusha) i l'australià Simon Gerrans (Team Sky).

## Equips participants
En la present edició de l'Amstel Gold Race hi prenen part 24 equips, els 18 proTour i 6 de categoria continental:
| Núm.    | Codi | Equip                  |
| ------- | ---- | ---------------------- |
| 1-8     | OLO  | Omega Pharma-Lotto     |
| 11-18   | ALM  | AG2R La Mondiale       |
| 21-28   | BMC  | BMC Racing Team        |
| 31-38   | EUS  | Euskaltel–Euskadi      |
| 41-48   | THR  | Team HTC-High Road     |
| 51-58   | KAT  | Team Katusha           |
| 61-68   | LAM  | Lampre-ISD             |
| 71-78   | LEO  | Team Leopard-Trek      |
| 81-88   | LIQ  | Liquigas-Cannondale    |
| 91-98   | MOV  | Movistar Team          |
| 101-108 | AST  | Astana Qazaqstan Team  |
| 111-118 | QST  | QuickStep Cycling Team |

| Núm.    | Codi | Equip                        |
| ------- | ---- | ---------------------------- |
| 121-128 | RAB  | Rabobank ProTeam             |
| 131-138 | SBS  | Saxo Bank-Sungard            |
| 141-148 | SKY  | Team Sky                     |
| 151-158 | GRM  | Garmin-Cervélo               |
| 161-168 | RSH  | Team RadioShack              |
| 171-178 | VCD  | Vacansoleil-DCM              |
| 181-188 | COF  | Cofidis                      |
| 191-198 | FRV  | Farnese Vini-Neri Sottoli    |
| 201-208 | LAN  | Landbouwkrediet              |
| 211-218 | SKS  | Skil-Shimano                 |
| 221-228 | TPV  | Topsport Vlaanderen-Mercator |
| 231-238 | VRW  | Veranda's Willems-Accent     |

## Recorregut
32 cotes (bergs) formen part del recorregut d'aquesta edició
| Núm. | Nom                | Quilòmetre | Llargada (m) | Pendent mitjana |
| ---- | ------------------ | ---------- | ------------ | --------------- |
| 1    | Maasberg           | 10,7       | 210          | 8%              |
| 2    | Adsteeg            | 32,5       | 620          | 4%              |
| 3    | Lange Raarberg     | 40,2       | 1.070        | 6%              |
| 4    | Bergseweg          | 55,5       | 2.000        | 5%              |
| 5    | Sibbergrubbe       | 67,4       | 1.760        | 5%              |
| 6    | Cauberg            | 72,6       | 1.000        | 8%              |
| 7    | Geulhemmerberg     | 76,3       | 800          | 7%              |
| 8    | Wolfsberg          | 95,7       | 1.000        | 6%              |
| 9    | Loorberg           | 101,3      | 1.500        | 6%              |
| 10   | Schweibergerweg    | 111,4      | 2.400        | 4%              |
| 11   | Camerig            | 117,8      | 2.280        | 6%              |
| 12   | Drielandenpunt     | 130,8      | 2.250        | 5%              |
| 13   | Gemmenich          | 133,6      | 1.400        | 7%              |
| 14   | Vijlenerbos        | 137,1      | 2.000        | 5%              |
| 15   | Eperheide          | 146,9      | 1.400        | 5%              |
| 16   | Gulperberg         | 154,9      | 600          | 10%             |
| 17   | Van Plettenbergweg | 158,5      | 1.000        | 4%              |
| 18   | Eyserweg           | 160,4      | 2.200        | 4%              |
| 19   | St.Remigiusstraat  | 165,3      | 1.000        | 8%              |
| 20   | Vrakelberg         | 170,7      | 300          | 6%              |
| 21   | Sibbergrubbe       | 178,6      | 1.760        | 5%              |
| 22   | Cauberg            | 184,1      | 1.000        | 8%              |
| 23   | Geulhemmerberg     | 187,6      | 800          | 7%              |
| 24   | Bemerlerbeg        | 201,3      | 1.000        | 7%              |
| 25   | Wolfsberg          | 218,4      | 1.000        | 6%              |
| 26   | Loorberg           | 224        | 1.500        | 6%              |
| 27   | Gulperberg         | 232,3      | 600          | 10%             |
| 28   | Kruisberg          | 237,8      | 700          | 8%              |
| 29   | Eyserbosweg        | 239,9      | 900          | 11,5%           |
| 30   | Fromberg           | 243,6      | 1.600        | 5%              |
| 31   | Keutenberg         | 248,1      | 1.200        | 8%              |
| 32   | Cauberg            | 260,4      | 1.000        | 8%              |

## Classificació final
|    | Ciclista           | Equip              | Temps      | Punts UCI |
| -- | ------------------ | ------------------ | ---------- | --------- |
| 1  | Philippe Gilbert   | Omega Pharma-Lotto | 6h 30' 44" | 80        |
| 2  | Joaquim Rodríguez  | Team Katusha       | + 2"       | 60        |
| 3  | Simon Gerrans      | Team Sky           | + 4"       | 50        |
| 4  | Jakob Fuglsang     | Team Leopard-Trek  | + 5"       | 40        |
| 5  | Aleksandr Kólobnev | Team Katusha       | + 5"       | 30        |
| 6  | Óscar Freire       | Rabobank ProTeam   | + 5"       | 22        |
| 7  | Björn Leukemans    | Vacansoleil-DCM    | + 7"       | 14        |
| 8  | Ben Hermans        | Team RadioShack    | + 18"      | 10        |
| 9  | Robert Gesink      | Rabobank ProTeam   | + 19"      | 6         |
| 10 | Paul Martens       | Rabobank ProTeam   | + 26"      | 2         |